# Poméranie
Pour les articles homonymes, voir Poméranie (homonymie).
Ne doit pas être confondu avec Pomésanie.

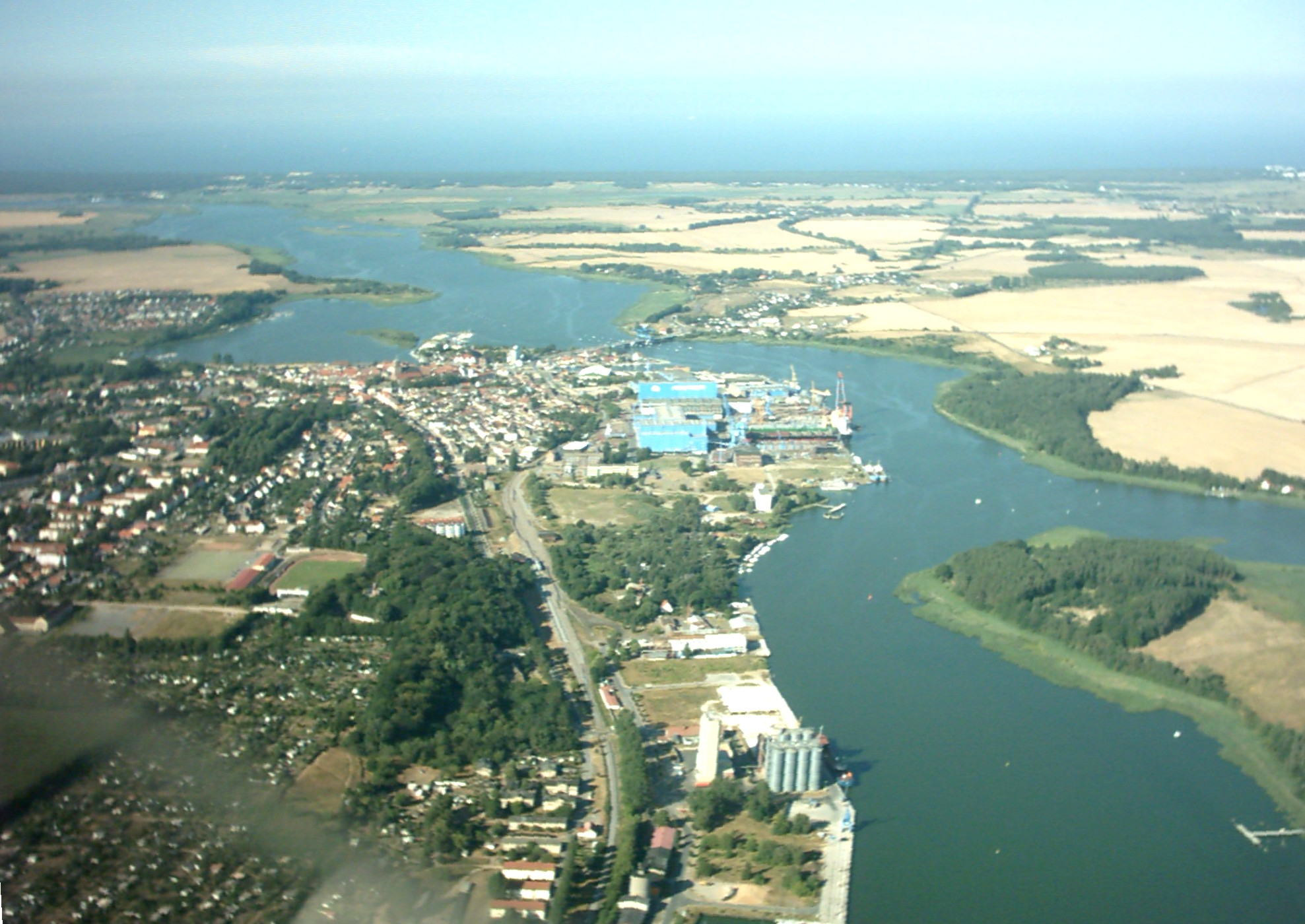
Le Peenestrom et la mer baltique à Wolgast.

La Poméranie (en polonais : Pomorze ; en allemand : Pommern) est une région côtière de l'Europe centrale au sud de la mer Baltique dans le nord-ouest de la Pologne et le nord-est de l'Allemagne. Elle comprend les estuaires de la Vistule et de l'Oder atteignant la rivière Recknitz à l'ouest et s'étend sur environ 200 kilomètres à l'intérieur des terres. La limite orientale fait l'objet de plusieurs interprétations dans la terminologie polonaise et allemande : en Pologne, la Poméranie orientale (Pomorze Gdańskie) correspond au territoire le long de la baie de Gdańsk jusqu’à la Pomésanie sur la rive droite de la Vistule, alors que les termes allemands de la Poméranie antérieure et postérieure se réfèrent à l'ancien duché de Poméranie et à la province de Poméranie au sein de  l'État de Prusse.

## Origine et signification du nom
Le nom Poméranie apparaît vers l'an mille (cachoube : Pòmòrskô, slovince/vieux-poméranien : Pòmòrzé, polonais : Pomorze, allemand : Pommern, latin : Pomerania). Il provient de la situation géographique de la région et signifie : « au bord de la mer » (en polonais : morze, « la mer »). On retrouve une étymologie comparable pour d'autres régions côtières en Europe (par exemple pour l'Aquitaine, dont le nom latin Aquitania signifie « pays des eaux »).
Dans sa version latine (longum mare) le terme apparaît dans le document du Dagome Iudex, rédigé vers l'an 991, énumérant les territoires du duc Mieszko Ier de Pologne, issu de la maison Piast, et de son épouse Oda von Haldensleben. Environ à la même période, le commerçant et voyageur Ibrahim ibn Ya'qub a visité la ville de Vineta sur la côte Baltique, et il a également évoqué Demmin et la tribu slave des Ranes. En 1046, un certain Siemomysł est mentionné comme premier duc de Poméranie (Zemozil Bomeraniorum).

## Appellations géographiques
La région comprend la baie de Poméranie sur l'Oder et la lagune de Szczecin en toile de fond, séparées par les îles de Wolin et de Usedom et reliées par les bras de mer de Peenestrom, Świna et Dziwna. À l'ouest, elle s'étend sur l'île de Rügen et les vallées proglaciaires de la Poméranie antérieure. Vers l'est, la côte Baltique s'étend sur la péninsule de Hel jusqu'à la baie de Gdańsk.
Les appellations des différentes divisions de la Poméranie sont relativement ambigües, car elles recouvrent des réalités différentes selon qu'on se place d'un point de vue allemand ou polonais, ainsi que le montre le tableau ci-après :
|                        | < ouest | Poméranie | Poméranie | Poméranie | Poméranie | Poméranie | Poméranie | Poméranie | Poméranie | Poméranie | Poméranie | Poméranie | est > |
| Stralsund              | | Anklam | | Szczecin (Stettin) | | Kołobrzeg (Kolberg) | | Słupsk (Stolp) | | Gdynia (Gdingen) | | Gdańsk (Danzig) | |
| Divisions actuelles    | Poméranie-Occidentale (dans le land de Mecklembourg-Poméranie-Occidentale) | Poméranie-Occidentale (dans le land de Mecklembourg-Poméranie-Occidentale) | Poméranie-Occidentale (dans le land de Mecklembourg-Poméranie-Occidentale) | Poméranie-Occidentale (dans le land de Mecklembourg-Poméranie-Occidentale) | Voïvodie de Poméranie-Occidentale | Voïvodie de Poméranie-Occidentale | Voïvodie de Poméranie-Occidentale | Voïvodie de Poméranie-Occidentale | Voïvodie de Poméranie | Voïvodie de Poméranie | Voïvodie de Poméranie | Voïvodie de Poméranie | Voïvodie de Poméranie |
| Terminologie allemande | Pommern « Poméranie » | Pommern « Poméranie » | Pommern « Poméranie » | Pommern « Poméranie » | Pommern « Poméranie » | Pommern « Poméranie » | Pommern « Poméranie » | Pommern « Poméranie » | Pommern « Poméranie » | Pomerellen, Pommerellen « Pomérélie » | Pomerellen, Pommerellen « Pomérélie » | Pomerellen, Pommerellen « Pomérélie » | Pomerellen, Pommerellen « Pomérélie » |
| Terminologie allemande | Vorpommern (dans l'usage moderne en excluant Szczecin) « Poméranie antérieure » ou « citérieure » Westpommern « Poméranie occidentale »                                               | Vorpommern (dans l'usage moderne en excluant Szczecin) « Poméranie antérieure » ou « citérieure » Westpommern « Poméranie occidentale »                                               | Vorpommern (dans l'usage moderne en excluant Szczecin) « Poméranie antérieure » ou « citérieure » Westpommern « Poméranie occidentale »                                               | Vorpommern (dans l'usage moderne en excluant Szczecin) « Poméranie antérieure » ou « citérieure » Westpommern « Poméranie occidentale »                                               | Vorpommern (dans l'usage moderne en excluant Szczecin) « Poméranie antérieure » ou « citérieure » Westpommern « Poméranie occidentale »                                               | Hinterpommern « Poméranie postérieure » ou « ultérieure » Ostpommern « Poméranie orientale »                                                                                          | Hinterpommern « Poméranie postérieure » ou « ultérieure » Ostpommern « Poméranie orientale »                                                                                          | Hinterpommern « Poméranie postérieure » ou « ultérieure » Ostpommern « Poméranie orientale »                                                                                          | Hinterpommern « Poméranie postérieure » ou « ultérieure » Ostpommern « Poméranie orientale »                                                                                       | Pomerellen, Pommerellen « Pomérélie » | Pomerellen, Pommerellen « Pomérélie » | Pomerellen, Pommerellen « Pomérélie » | Pomerellen, Pommerellen « Pomérélie » |
| Terminologie polonaise | Pomorze Zachodnie (dans l'usage historique en incluant Słupsk) « Poméranie occidentale » Pomorze Szczecińskie « Poméranie de Szczecin » Pomorze Nadodrzańskie « Poméranie de l'Oder » | Pomorze Zachodnie (dans l'usage historique en incluant Słupsk) « Poméranie occidentale » Pomorze Szczecińskie « Poméranie de Szczecin » Pomorze Nadodrzańskie « Poméranie de l'Oder » | Pomorze Zachodnie (dans l'usage historique en incluant Słupsk) « Poméranie occidentale » Pomorze Szczecińskie « Poméranie de Szczecin » Pomorze Nadodrzańskie « Poméranie de l'Oder » | Pomorze Zachodnie (dans l'usage historique en incluant Słupsk) « Poméranie occidentale » Pomorze Szczecińskie « Poméranie de Szczecin » Pomorze Nadodrzańskie « Poméranie de l'Oder » | Pomorze Zachodnie (dans l'usage historique en incluant Słupsk) « Poméranie occidentale » Pomorze Szczecińskie « Poméranie de Szczecin » Pomorze Nadodrzańskie « Poméranie de l'Oder » | Pomorze Zachodnie (dans l'usage historique en incluant Słupsk) « Poméranie occidentale » Pomorze Szczecińskie « Poméranie de Szczecin » Pomorze Nadodrzańskie « Poméranie de l'Oder » | Pomorze Zachodnie (dans l'usage historique en incluant Słupsk) « Poméranie occidentale » Pomorze Szczecińskie « Poméranie de Szczecin » Pomorze Nadodrzańskie « Poméranie de l'Oder » | Pomorze Zachodnie (dans l'usage historique en incluant Słupsk) « Poméranie occidentale » Pomorze Szczecińskie « Poméranie de Szczecin » Pomorze Nadodrzańskie « Poméranie de l'Oder » | Pomorze (dans l'usage historique en excluant Słupsk) « Pomérélie », littéralement « Poméranie » Pomorze Gdańskie « Poméranie de Gdańsk » Pomorze Wschodnie « Poméranie orientale » | Pomorze (dans l'usage historique en excluant Słupsk) « Pomérélie », littéralement « Poméranie » Pomorze Gdańskie « Poméranie de Gdańsk » Pomorze Wschodnie « Poméranie orientale » | Pomorze (dans l'usage historique en excluant Słupsk) « Pomérélie », littéralement « Poméranie » Pomorze Gdańskie « Poméranie de Gdańsk » Pomorze Wschodnie « Poméranie orientale » | Pomorze (dans l'usage historique en excluant Słupsk) « Pomérélie », littéralement « Poméranie » Pomorze Gdańskie « Poméranie de Gdańsk » Pomorze Wschodnie « Poméranie orientale » | Pomorze (dans l'usage historique en excluant Słupsk) « Pomérélie », littéralement « Poméranie » Pomorze Gdańskie « Poméranie de Gdańsk » Pomorze Wschodnie « Poméranie orientale » |
| Terminologie polonaise | Pomorze Przednie « Poméranie antérieure » ou « citérieure » | Pomorze Przednie « Poméranie antérieure » ou « citérieure » | Pomorze Przednie « Poméranie antérieure » ou « citérieure » | Pomorze Przednie « Poméranie antérieure » ou « citérieure » | | Pomorze Tylne « Poméranie postérieure » ou « ultérieure » | Pomorze Tylne « Poméranie postérieure » ou « ultérieure » | Pomorze Tylne « Poméranie postérieure » ou « ultérieure » | Pomorze (dans l'usage historique en excluant Słupsk) « Pomérélie », littéralement « Poméranie » Pomorze Gdańskie « Poméranie de Gdańsk » Pomorze Wschodnie « Poméranie orientale » | Pomorze (dans l'usage historique en excluant Słupsk) « Pomérélie », littéralement « Poméranie » Pomorze Gdańskie « Poméranie de Gdańsk » Pomorze Wschodnie « Poméranie orientale » | Pomorze (dans l'usage historique en excluant Słupsk) « Pomérélie », littéralement « Poméranie » Pomorze Gdańskie « Poméranie de Gdańsk » Pomorze Wschodnie « Poméranie orientale » | Pomorze (dans l'usage historique en excluant Słupsk) « Pomérélie », littéralement « Poméranie » Pomorze Gdańskie « Poméranie de Gdańsk » Pomorze Wschodnie « Poméranie orientale » | Pomorze (dans l'usage historique en excluant Słupsk) « Pomérélie », littéralement « Poméranie » Pomorze Gdańskie « Poméranie de Gdańsk » Pomorze Wschodnie « Poméranie orientale » |

Quatre régions administratives de l'Union européenne portent aujourd'hui un nom qui inclut le mot « Poméranie » (d'ouest en est) :
- en Allemagne :
  - le Land de Mecklembourg-Poméranie-Occidentale (capitale : Schwerin) ;
- en Pologne :
  - la voïvodie de Poméranie occidentale (chef-lieu : Szczecin) ;
  - la voïvodie de Poméranie (chef-lieu : Gdańsk) ;
  - la voïvodie de Couïavie-Poméranie (chef-lieu : Bydgoszcz).

## Histoire
L'histoire de la Poméranie entre la Pologne et l'Allemagne est très troublée. La région fut d'abord gouvernée par la maison de Poméranie puis tombe sur la coupe de divers voisins puissants : la Pologne, le Danemark, la Saxe et le Brandebourg, la Prusse, la Suède, puis l'Empire allemand.

### Au Moyen Âge

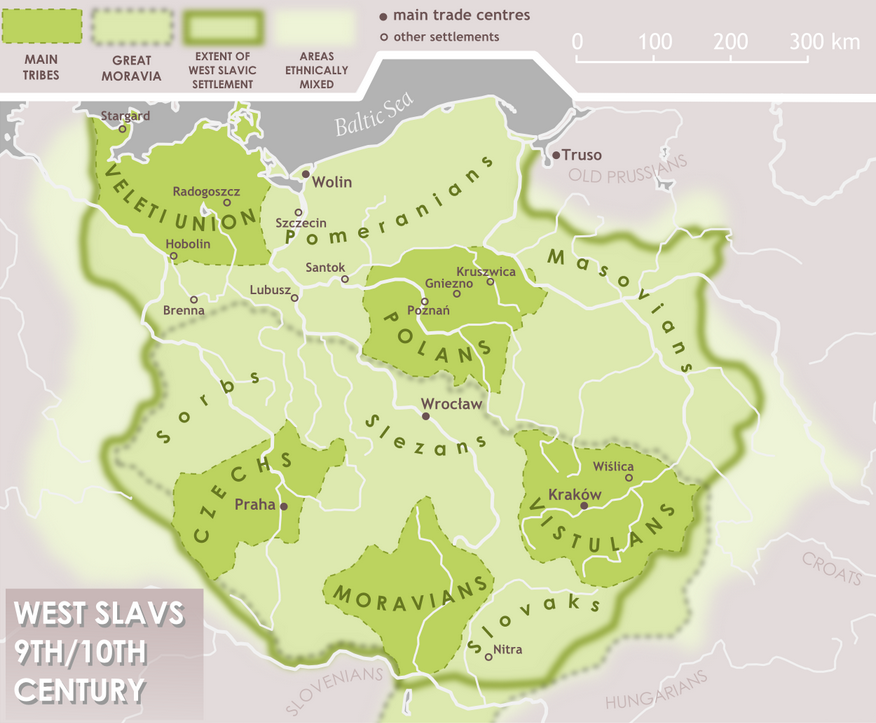
Localisation des slaves occidentaux.

Après la période des grandes invasions, le territoire fut peuplé par des tribus slaves et entra dans la sphère d'influence des Polanes au sud des rivières Noteć et Warta. Dans la seconde partie du Xe siècle, la Poméranie devient une région du premier État de Pologne (Civitas Schinesghe) sous le règne des Piast. Toutefois, la suzeraineté polonaise n'était pas stable, menacée par les ducs de Saxe et les margraves de Brandebourg à l'ouest ainsi que par les rois de Danemark au nord.
Un évêché est créé à Kołobrzeg mais il est détruit quelques années plus tard, par les populations païennes locales qui refusaient la christianisation. À partir de 1030, la Pologne commence à se disloquer mais Casimir Ier le Restaurateur réussit à reconquérir une grande partie des régions perdues, reprenant la Mazovie et la Poméranie en 1047. Son successeur, Boleslas II le Généreux, perd le contrôle de la Poméranie qui reprend son indépendance.
La première trace écrite de monarques poméraniens date de 1046. Elle mentionne Zemuzil dux Bomeranorum (Siemomysl, duc des Poméraniens). La chronique de Gallus Anonymus (début du XIIe siècle) cite plusieurs ducs poméraniens : Swantibor, Gniewomir, et un troisième duc dont le nom n’est pas connu et qui avait son siège à Kołobrzeg.
Après trois campagnes militaires (1116, 1119 et 1121), la Poméranie est reconquise par le prince polonais Boleslas III Bouche-Torse. Elle est divisée en quatre régions : 
- la Poméranie orientale (la Pomérelie avec Gdańsk) est sous le contrôle direct de la Pologne qui nomme les gouverneurs ;
- la Poméranie centrale (avec Słupsk et Sławno) devient un fief polonais gouverné par le duc Racibor Ier ;
- la Poméranie occidentale (avec Kamień Pomorski, Kołobrzeg et Białogard) devient un fief polonais gouverné par le duc Warcislaw Ier ;

Szczecin et Wolin, de population allemande, obtiennent une large autonomie tout en restant des fiefs polonais. Les successeurs de Racibor Ier ont gouverné les pays de Słupsk et Sławno jusqu’en 1238. Par la suite, les ducs de Poméranie occidentale et de Poméranie orientale, ainsi que les princes de Rügen et les margraves de Brandebourg se sont disputé la région. 

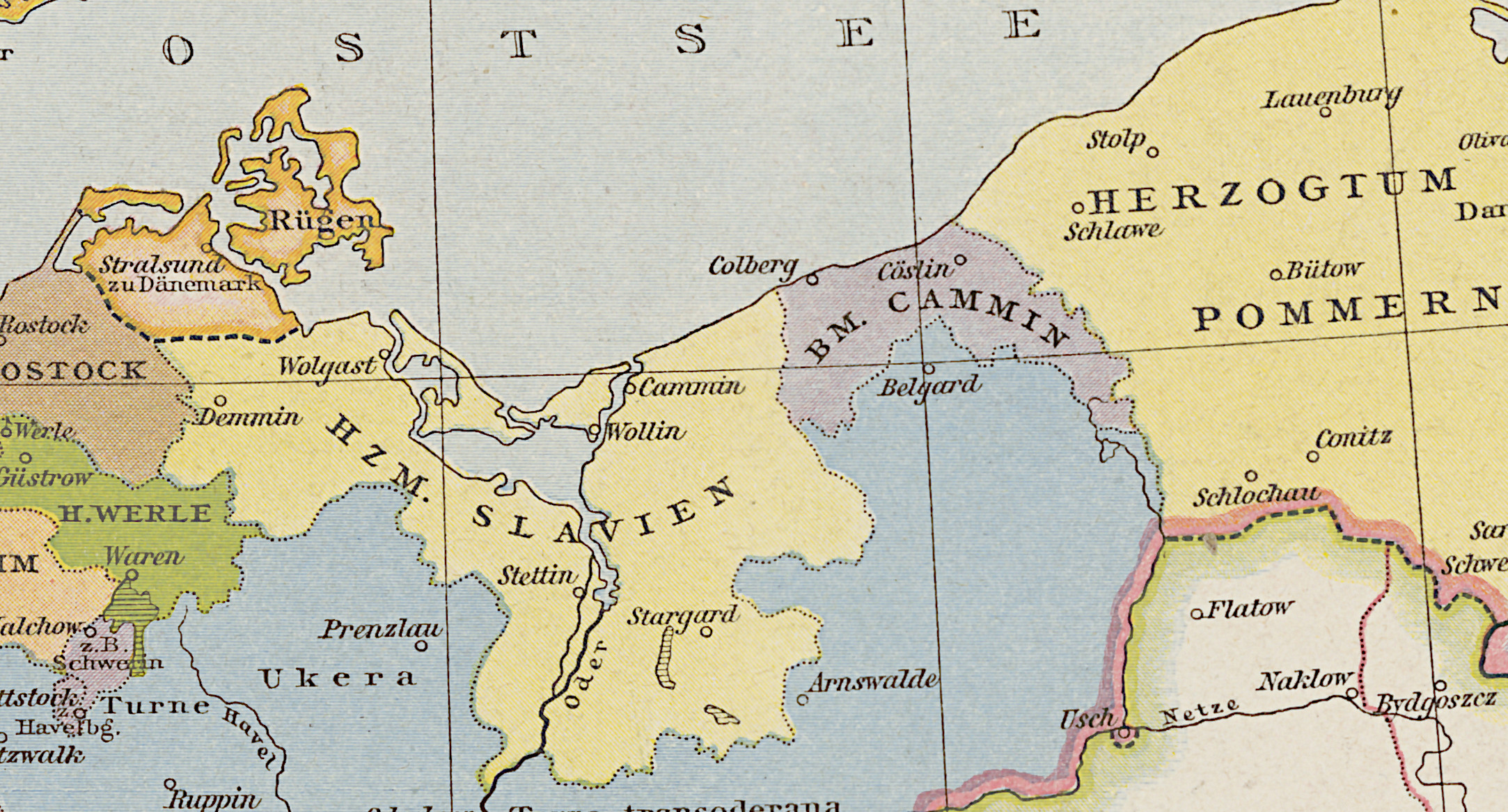
Le duché de Poméranie (Slavien) et la Poméranie orientale (Herzogtum Pommern) vers l'an 1250.

Jusqu’à l'extinction de la ligne en 1294, les gouverneurs de la Poméranie orientale ont progressivement obtenu de plus en plus de pouvoir pour devenir des ducs de plus en plus indépendants, tour à tour vassaux de la Pologne ou du Danemark. Le duché s’est temporairement désagrégé en plusieurs districts : Gdańsk, Białogard, Świecie et Lubieszewo-Tczew.
Le duc Warcisław Ier a donné naissance à la dynastie des Griffon qui a gouverné le duché de Poméranie jusqu’en 1637. En 1164, ses fils Bogusław Ier et Casimir Ier de Poméranie devinrent les vassaux de Henri le Lion, le duc de Saxe. Après la chute de Henri en 1180, leur duché est devu un fief immédiat du Saint-Empire romain. Selon les époques, les ducs ont été vassaux du Danemark (jusqu'à la bataille de Bornhöved en 1227) et du Brandebourg. Le duché de Poméranie s’est temporairement désagrégé en plusieurs districts : Stettin, Wolgast, Barth, Darłowo, Demmin, Słupsk et Stargard Szczeciński. 
L’île de Rügen a également été conquise par le Danemark en 1168 et le souverain local a donné naissance à la dynastie des ducs de Rügen, vassaux du Danemark. En 1325, le duché de Rügen a été phagocyté par la Poméranie. Enfin, 150 ans plus tard, le duc Bogisław X, parvient à réunifier sous son sceptre toute la Poméranie, et c'en sera fini pour deux siècles de la division.

### Aux temps modernes
Au début de la guerre de Trente Ans, en 1630, la Poméranie est alliée de la Suède ; mais en 1637, Boguslaw XIV meurt sans héritier, et jusqu'aux traités de Westphalie (1648) le pays sera administré par la Suède, avant d'être finalement partagé entre la Poméranie orientale qui ira à l’Électorat de Brandebourg, et la Poméranie suédoise. À l'issue de la grande guerre du Nord (1700-1721), les territoires de Poméranie-Occidentale situés au sud de la Peene échoient au Royaume de Prusse, qui d'ailleurs obtiendra les territoires maritimes au terme du congrès de Vienne en 1815. Jusqu'en 1945, la Poméranie ne sera plus désormais qu'une province du Brandebourg-Prusse.

## Les plus grandes villes

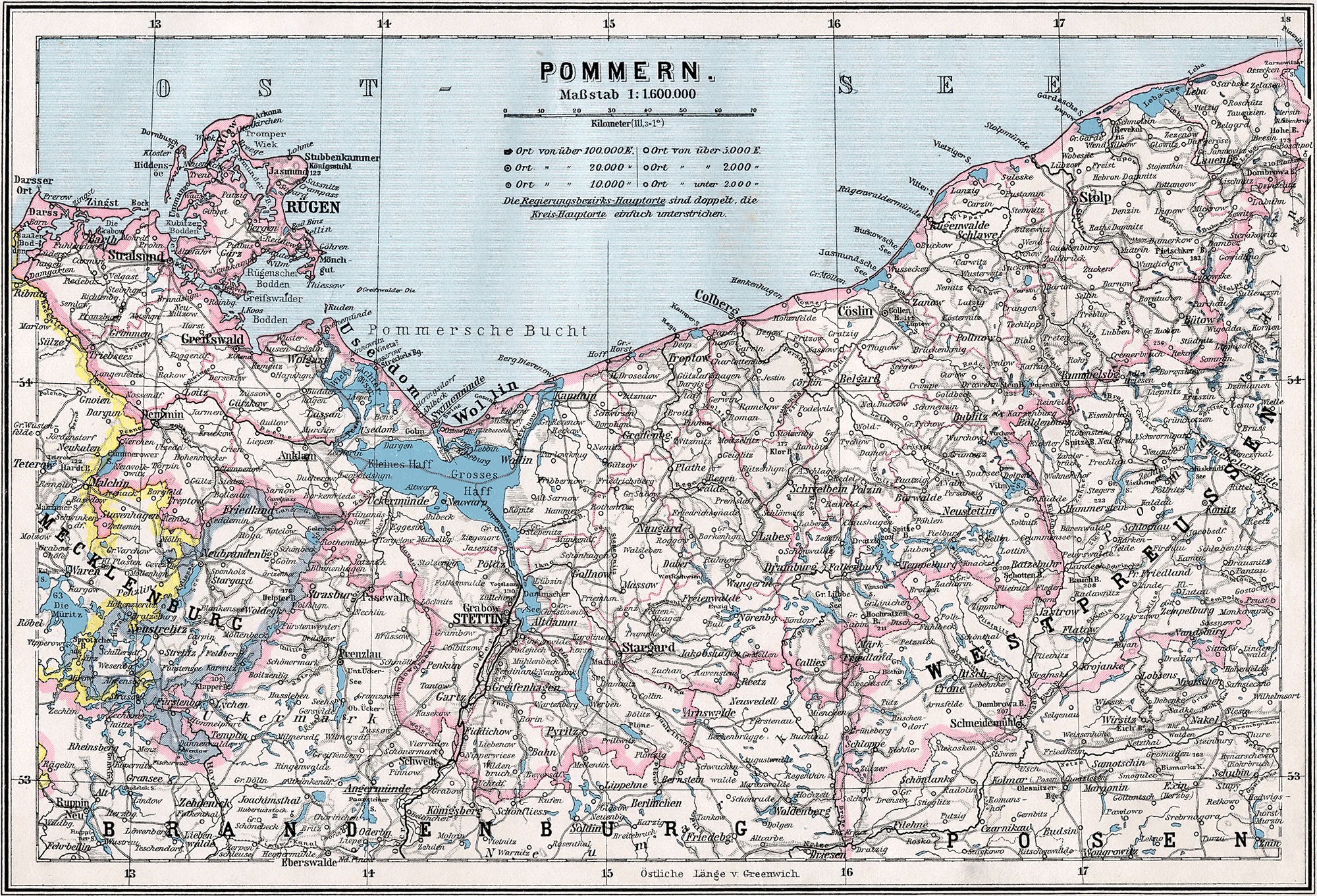
Poméranie (1905).

Les plus grandes villes sont (recensement de 1999):
- En Pologne :
  - la conurbation entre
    - Gdańsk Danzig en allemand, autrefois Dantzig en français (458 988) (1905 - 159 685)
    - Gdynia Gdingen en allemand (253 521)
    - Sopot Zoppot en allemand (46 000)

  - Szczecin Stettin en allemand (416 988) (1905 - 224 078)
  - Bydgoszcz Bromberg en allemand (386 855)
  - Toruń Thorn en allemand (206 158)
  - Włocławek Leslau en allemand (123 373)
  - Koszalin Köslin en allemand (112 375)
  - Słupsk Stolp en allemand (102 370)
  - Grudziądz Graudenz en allemand (100 787)
  - Stargard Stargard in Pommern en allemand (72 000)
  - Tczew Dirschau en allemand (60 128)
  - Kołobrzeg Kolberg en allemand (50 000)
  - Świnoujście Swinemünde en allemand (44 000)
  - Malbork Marienburg en allemand (40 135)
  - Kwidzyn Marienwerder en allemand (37 936)
  - Police Pölitz en allemand (34 319)
- En Allemagne:
  - Greifswald Gryfia en polonais (52 984)
  - Stralsund Strzałów en polonais (63 000)
  - Wolgast Wołogoszcz en polonais (12 656)
  - Pasewalk (11 959)
  - Ueckermünde (10 545)
  - Barth (9 272)

## Langue

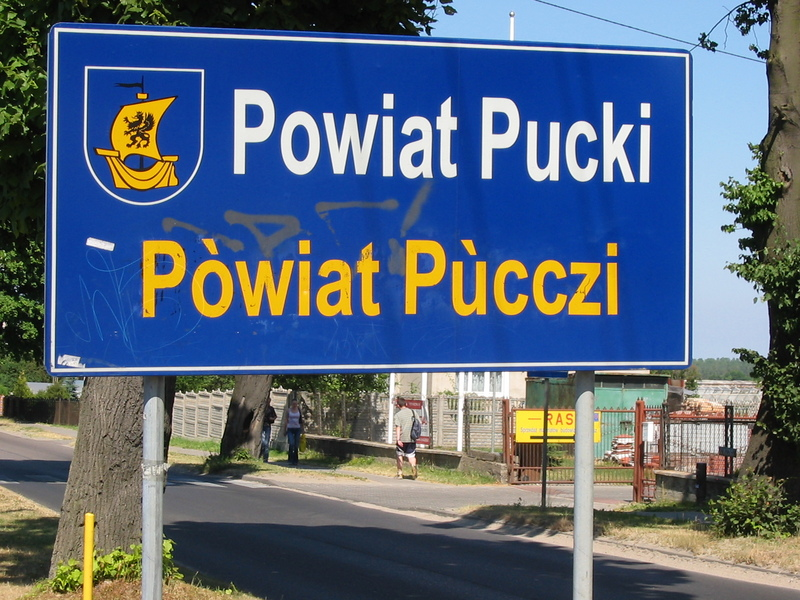
Signalisation bilingue en polonais et en cachoube à la frontière du district de Puck en Poméranie.

En Poméranie polonaise, la signalisation bilingue est utilisée dans les zones de langue cachoube. Elle se limite aux indications de localisation.